# Centro de Ciências, Letras e Artes de Campinas
O Centro de Ciências Letras e Artes (CCLA) é uma instituição cultural da cidade de Campinas, São Paulo, Brasil, fundada em 31 de outubro de 1901 por César Bierrembach, é uma das mais longevas entidades campineiras neste segmento, tendo reunido nomes de grande importância para a cultura local e nacional. É tombado pelo CONDEPHAAT.

## História

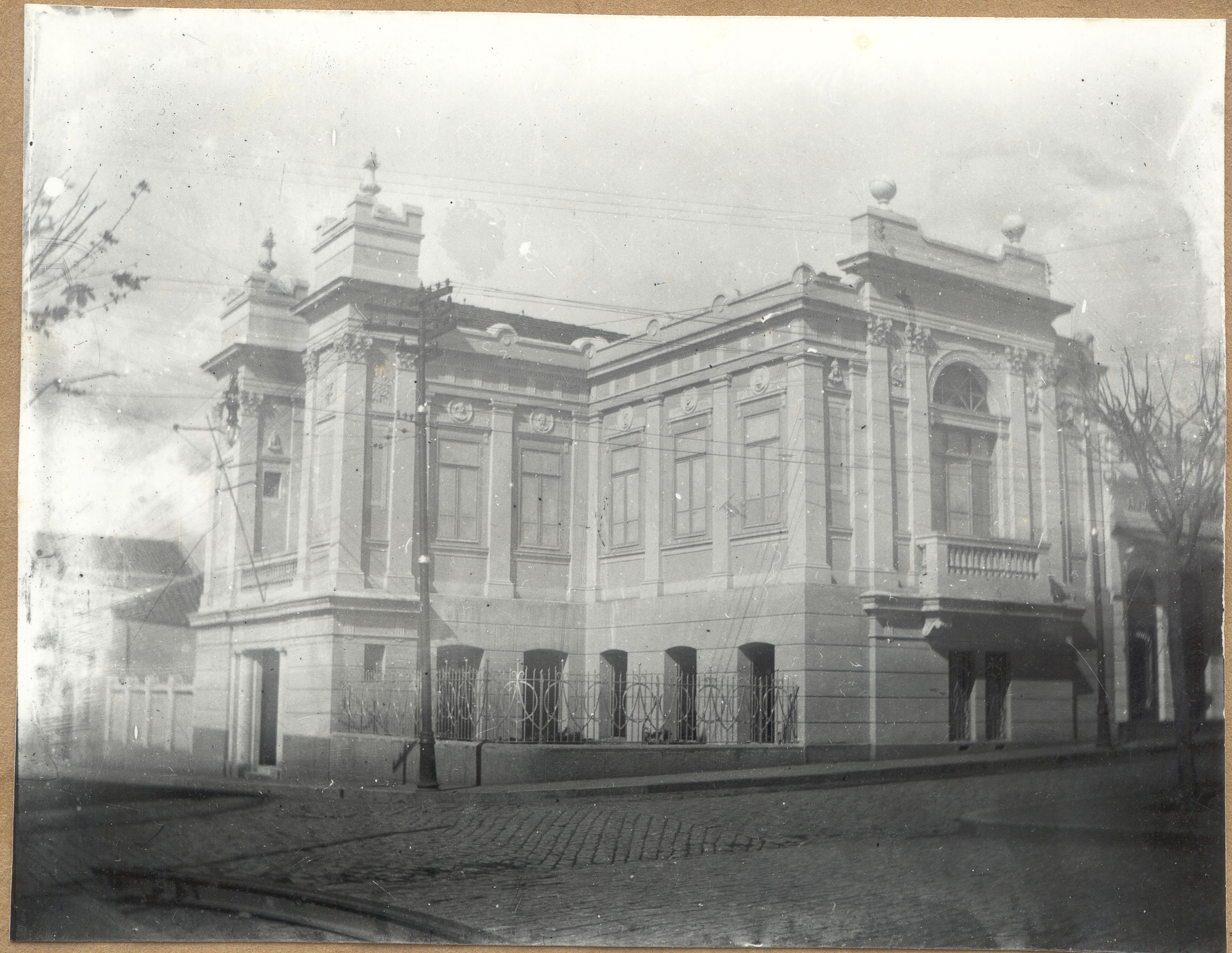
Negativo preto e branco com vista três quartos da primeira sede do Centro de Ciências, Letras e Artes, localizado na Avenida Francisco Glicério com a Rua da Conceição.

A ideia da sua criação surgiu por um grupo de cientistas, artistas e intelectuais da época, que tinha o objetivo de se reunir para estudos e produções, realizando uma importante conexão entre ciência e arte. Eram ligados ao Colégio Culto à Ciência e ao Instituto Agronômico de Campinas.
Sua primeira sede, estava localizada à Rua Barão de Jaguara, em 1902. Em 1908, mudou-se para um prédio na Rua Conceição, esquina com a Rua Francisco Glicério. Ali permaneceu até o início dos anos 1940, quando a Prefeitura Municipal o desapropriou e demoliu o edifício, no movimento de remodelação do centro resultante do Plano Prestes Maia. Com a verba recebida construíram um novo (e atual) edifício, inaugurado em junho de 1942, na Rua Bernardino de Campos esquina com a Av. Francisco Glicério, em estilo art déco.

### Roubo de obras raras
Em agosto de 2013, a biblioteca do Centro de Ciências, Letras e Artes teve obras francesas de botânica dos anos 1600 roubadas. O roubo foi realizado por cinco criminosos, que fizeram funcionários e pesquisadores reféns. Após o baçanço das obras faltantes, a Polícia Federal iria encaminhar a lista à Interpol para ampliar a busca pelas obras roubadas.

## Estrutura

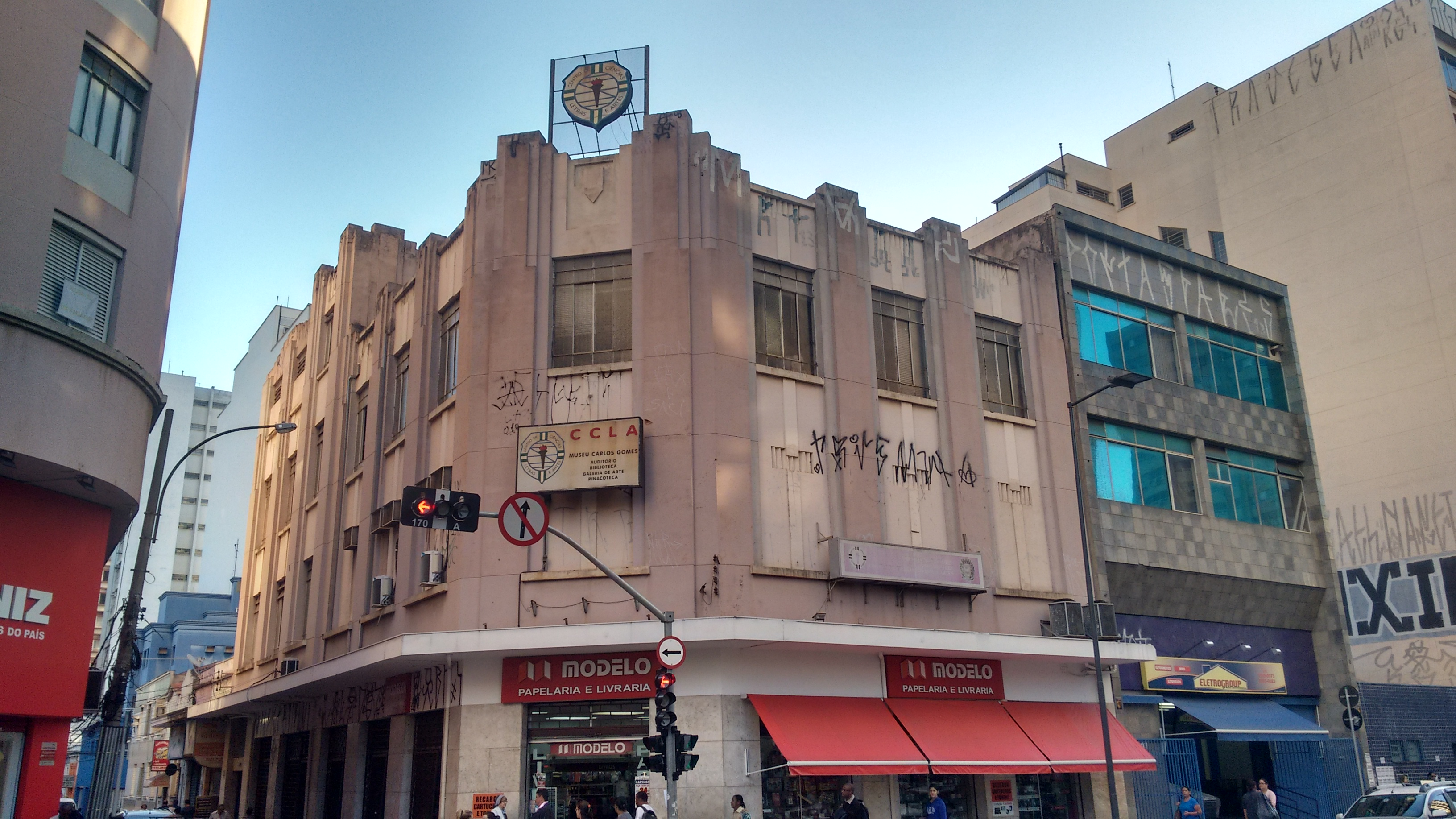
Atual sede do CCLA no Centro de Campinas

O Centro é dotado de uma biblioteca e dois museus dedicados ao Maestro Carlos Gomes e a Campos Sales, além de galerias de artes, salas de leituras e uma vitrine cultural e auditório.. A proposta do Centro continua a mesma, de valorizar as diversas linguagens e manifestações artísticas, que promovem reflexões em diversos segmentos.
A pinacoteca mantida pelo CCLA foi estabelecida no mesmo ano de inauguração do Centro. Ela reúne quadros das primeiras décadas  do século XX da cidade de Campinas. Além disso, o núcleo do acervo também reúne obras do início do século XXI.
Além disso, por ter criado o primeiro cineclube de Campinas, o Centro já foi palco de muitos eventos e também já recebeu várias personalidades do país.

## Tombamento
O Centro de Ciências Letras e Artes é tombado pelo Conselho de Defesa do Patrimônio Histórico, pela Resolução SC-67, de 19/12/2017.